# Основни судови Републике Српске
Основни судови Републике Српске су првостепени судови опште надлежности у Републици Српској.
Оснивају се за подручје једне или више општина, а могу имати и одјељења ван сједишта за поједине општине.

## Надлежност
Основни суд је надлежан да у првом степену суди:
а) у кривичним предметима:
- за кривична дјела за која је законом прописана као главна казна — новчана казна или казна затвора до десет година, ако посебним законом није одређена надлежност другог суда,
- за кривична дјела за која је посебним законом одређена надлежност основног суда,
- за кривична дјела за која је Суд Босне и Херцеговине пренио надлежност на основни суд,
- за било који кривични поступак против малољетника,
- да поступа током истраге и након подизања оптужнице у складу са законом,
- да одлучује о ванредним правним лијековима када је то законом превиђено,
- да одлучује о брисању осуде и престанку мјера безбједности и правних посљедица осуде, на основу судске одлуке,
- да поступа по молбама за помиловање у складу са законом.

б) у грађанским предметима:
- у свим грађанским споровима,
- у ванпарничном поступку.

в) у прекршајним предметима,
- у свим прекршајним предметима,
- о захтјевима за понављање прекршајног поступка.

г) у другим предметима:
- да спроводи извршни поступак, ако законом није другачије одређено,
- да одређује мјере обезбјеђења, ако законом није другачије одређено,
- да рјешава у посебним поступцима, ако законом није другачије одређено,
- да пружа правну помоћ судовима у Босни и Херцеговини,
- да врши послове међународне правне помоћи, ако законом није одређено да неке од тих послова врши окружни суд,
- да врши послове уписа регистрације удружења грађана и
- да врши друге послове одређене законом.

## Организација
Основни суд има предсједника суда који обавља послове судске управе у складу са законом и Правилником о унутрашњем судском пословању. Одговоран је за руковођење цјелокупним судом и судском управом и представља суд пред другим органима и организацијама. Основни судови који имају најмање седам судија, укључујући и предсједника суда, имају секретара.
У оквиру судова могу се оснивати судска одјељења ради одлучивања о стварима из исте правне области, као што су кривично, грађанско, управно, прекршајно, ванпарнично и друга одјељења.
Све судије именује Високи судски и тужилачки савјет Босне и Херцеговине.

## Сједишта
У Републици Српској дјелује 19 основних судова.
- 1. Основни суд у Бањој Луци, за подручје града Бања Лука и општине Лакташи,
- 2. Основни суд у Бијељини, за подручје општина Бијељина, Угљевик и Лопаре,
  - Основни суд у Бијељини има одјељење ван сједишта суда у Лопарама за подручје општине Лопаре,
- 3. Основни суд у Вишеграду, за подручје општина Вишеград, Рудо, Рогатица и Ново Горажде,
  - Основни суд у Вишеграду има одјељење ван сједишта суда у Рогатици за подручје општине Рогатица,
- 4. Основни суд у Власеници, за подручје општина Власеница, Шековићи, Хан Пијесак и Милићи,
- 5. Основни суд у Градишци, за подручје општина Градишка и Србац,
  - Основни суд у Градишци има одјељење ван сједишта суда у Српцу за подручје општине Србац,
- 6. Основни суд у Дервенти, за подручје општина Дервента и Брод,
  - Основни суд у Дервенти има одјељење ван сједишта суда у Броду за подручје општине Брод,
- 7. Основни суд у Добоју, за подручје општина Добој, Петрово и Станари,
- 8. Основни суд у Зворнику, за подручје општина Зворник и Осмаци,
- 9. Основни суд у Котор Варошу, за подручје општина Котор Варош, Челинац и Кнежево,
- 10. Основни суд у Модричи, за подручје општина Модрича, Вукосавље, Шамац, Пелагићево и Доњи Жабар,
  - Основни суд у Модричи има одјељење ван сједишта суда у Шамцу за подручје општина Шамац, Пелагићево и Доњи Жабар,
- 11. Основни суд у Мркоњић Граду, за подручје општина Мркоњић Град, Шипово, Језеро, Источни Дрвар, Петровац, Купрес и Рибник,
- 12. Основни суд у Новом Граду, за подручје општина Нови Град, Костајница и Крупа на Уни,
- 13. Основни суд у Приједору, за подручје општина Приједор, Оштра Лука и Козарска Дубица,
  - Основни суд у Приједору има одјељење ван сједишта суда у Козарској Дубици за подручје општине Козарска Дубица,
- 14. Основни суд у Прњавору, за подручје општине Прњавор,
- 15. Основни суд у Сокоцу, за подручје општина Соколац, Источни Стари Град, Пале, Источно Ново Сарајево, Источна Илиџа и Трново,
  - Основни суд у Сокоцу има одјељење ван сједишта суда у Источном Новом Сарајеву за подручје општина Источно Ново Сарајево, Источна Илиџа и Трново и у Палама за подручје општина Пале и Источни Стари Град,
- 16 Основни суд у Сребреници, за подручје општина Сребреница и Братунац,
- 17. Основни суд у Теслићу, за подручје општине Теслић,
- 18. Основни суд у Требињу, за подручје општина Требиње, Љубиње, Берковићи, Билећа, Источни Мостар, Невесиње и Гацко, и
  - Основни суд у Требињу има одјељење ван сједишта суда у Невесињу за подручје општина Невесиње, Гацко и Источни Мостар.
- 19. Основни суд у Фочи, за подручје општина Фоча, Калиновик и Чајниче.